# Дунайское казачье войско
Дунайское казачье войско — казачье войско, сформированное в 1828 году из казаков  Задунайской Сечи и существовавшее на 
территории нижнего течения реки Дунай вплоть до 1868 года, когда оно было расформировано с причислением офицеров войска к дворянскому званию.

## Предыстория
В 1775 году, по уничтожении Запорожской Сечи, часть украинских казаков  удалилась в Турцию и поселилась на берегу Дуная, между крепостью Рущуком и Силистрией, образовав новую Сечь.
В 1803 году они перешли на устье Дуная, в урочище Гедерле-Бугаз. Вытеснив живших там русских беглецов-раскольников, запорожцы устроили свой кош, заняв по берегу моря до крепости Аккермана все места, удобные для рыбной ловли. Сюда стали собираться беглецы из разных других мест, и число лиц, составивших новую Сечь, дошло до 10 000 человек. За отличие в боях, в особенности же во время усмирения Виддинского бунта, казаки получили от турецкого правительства название янычаров.
В 1806 году, как только началась война с Турцией, дунайские запорожцы перешли на сторону России, поступили в состав действующей армии и получили название буджакских или усть-дунайских казаков. По заключении мира часть их была зачислена в Черноморское казачье войско, a часть, с бывшими при армии волонтерами из сербов, греков и албанцев, осталась в Бессарабии, в Буджакской степи, поселившись на казённых землях. В царствование Александра I особых правил об устройстве Дунайского казачьего войска издано не было, и оно находилось в ведении гражданских властей, наравне с крестьянами.

## История Дунайского войска
В 1828 году, во время войны с турками, дунайские казаки, согласно выраженному ими желанию, были перечислены в военное ведомство и составили 2 полка: 1 и 2-й Дунайские. Один из них, конный, предназначался для сухопутной службы, a другой, пеший, назначался для сухопутной службы на судах дунайской флотилии. По окончании войны полки были наделены землями в Буджакской степи. Таким образом, составилось новое поселенное войско в 3 станицах: Староказачьей, Волонтировке и Акмангите. Вскоре затем к Дунайскому войску были причислены некоторые смежные земли и селения.
В 1836 году оно состояло уже из 8 станиц, с населением свыше 7 000 человек обоего пола и с земельным наделом около 35 000 десятин. Земли этой для войска было недостаточно; поэтому в 1839 году к нему были присоединены смежные земли, назначавшиеся для пользования цыган, которые были причислены к войску.
В 1844 году было издано положение о Дунайском казачьем войске. На обязанность Дунайского войска возлагалось содержание кордонной стражи и караулов на островах Лета, Чемале, Георгиевском и по левому берегу Дуная, a также поддержание полицейского порядка в городах Одессе, Аккермане, Херсоне и Херсонском уезде. Для внешней службы войско обязывалось иметь в готовности 2 конных полка. Начальство над ним, под главным ведением Новороссийского и Бессарабского генерал-губернатора, было вверено формировавшему полки офицеру регулярных войск. Этот войсковой начальник и состоявшая при нём канцелярия заведовали военно-полицейской и хозяйственной частью войска. Местное управление войска составляли: наказной атаман, войсковое правление, комиссия военного суда и станичного правления. Полицейское и хозяйственное правление станиц было вверено станичным старшинам.

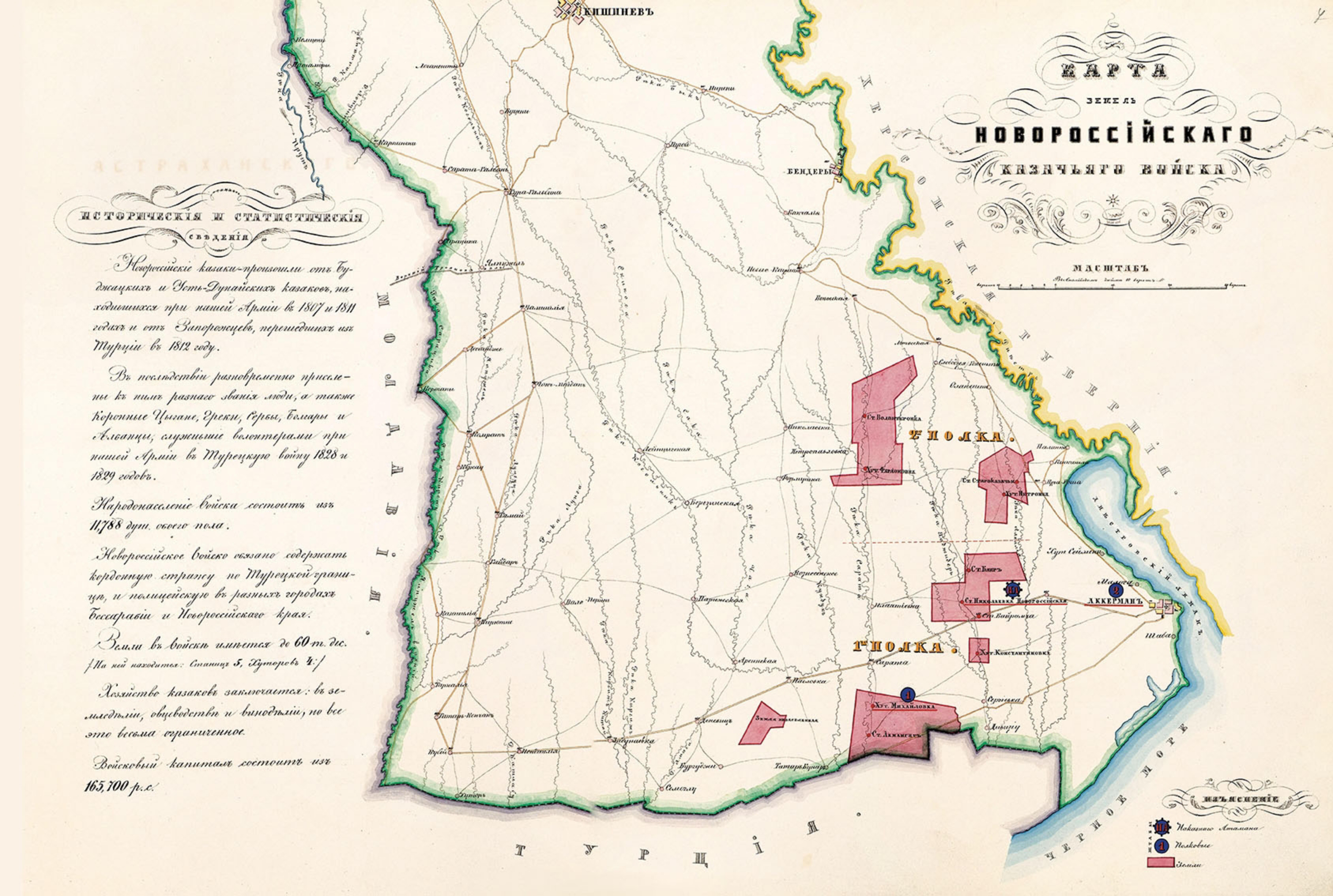
Карта земель Новороссийского казачьего войска в 1858 году.

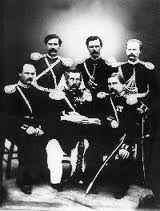
Войсковое правление Дунайского казачье войска, в центре И.Е.Гангардт, исправлявший должность наказного атамана в 1854

К 1 января 1856 года в Дунайском казачьем войске на действительной службе состояло 2 811 человек (по спискам 2 858). В том же году войско было переименовано в Новороссийское, под каковым названием просуществовало недолго. В силу малоземелья, оно не могло получить дальнейшего развития путём прироста населения; служилый его состав был крайне малочислен, и, вместо 2 комплектных полков с очередными сменами, войско едва формировало полк, да и то при помощи постоянного отпуска из войскового капитала денег на боевое снаряжение. К тому же, по Парижскому трактату 1856 года, южная граница Российской Империи была изменена и часть земель Новороссийского войска отошла к Молдавскому княжеству; малоземелье увеличилось ещё больше.
В 1868 году Новороссийское казачье войско было упразднено, с причислением его штабных и обер-офицеров и дворян к дворянству Бессарабской области и с предоставлением им в полную личную и потомственную собственность находившейся в их владении усадебной земли. Помимо этого, из числившейся в общем войсковом владении земли, входившей в юрты станиц и хуторов, было предоставлено в собственность: штабс-офицерам — по 300, обер-офицерам — по 150 и зауряд-офицерам — по 75 десятин. Пожалованные войску 2 знамени и Высочайшая грамота были сданы в церковь станицы Волонтировки, для хранения на вечные времена, a холодное и огнестрельное оружие — в Бендерский артиллерийский склад.